# Rawa (wieś)
Rawa – wieś (dawniej miasto) w Polsce położona w województwie lubelskim, w powiecie lubartowskim, w gminie Michów.
| SIMC    | Nazwa       | Rodzaj    |
| ------- | ----------- | --------- |
| 1020542 | Czarnozie   | część wsi |
| 1020654 | Podgranicze | część wsi |
| 1020660 | Podwólcze   | część wsi |
| 1020677 | Przeora     | część wsi |

Miejscowość położona jest w Małopolsce, w ziemi lubelskiej.
Rawa uzyskała lokację miejską w 1531 roku, zdegradowana w 1818 roku. Prywatne miasto szlacheckie położone było w drugiej połowie XVI wieku w powiecie lubelskim województwa lubelskiego. W latach 1975–1998 miejscowość administracyjnie należała do ówczesnego województwa lubelskiego.
Wieś stanowi sołectwo gminy Michów. Według Narodowego Spisu Powszechnego z roku 2011 wieś liczyła 223 mieszkańców.